# Thomas Fyshe Palmer
Thomas Fyshe Palmer (* Juli 1747 in Ichwell, Bedfordshire, England; † 2. Juni 1802 auf Guam) war ein englischer Unitarier und politischer Reformer. Er war gegen die Monarchie und setzte sich für mehr bürgerliche Rechte in England ein, dabei geriet er in Widerspruch mit der Obrigkeit. Vor Gericht wurde er wegen Volksverhetzung zu einer sieben Jahre lang dauernden Deportation in Australien verurteilt. Er zählt zu den fünf sogenannten Schottischen Märtyrern, die sich für bürgerliche Rechte gegen die Monarchie einsetzten.

## Frühes Leben
Thomas Palmer war der Sohn von Henry Fyshe, der wegen einer Erbschaft den Namen Palmer annahm, und seiner Frau Elizabeth, einer Tochter von James Ingram of Barnet. In seiner frühen Kindheit wurde er von einem Priester unterrichtet. Später ging er auf das Eton College und ab dem Jahr 1765 studierte er am Queens College in Cambridge. Dort schloss er seine Studien mit einem Bachelor of Arts, Master of Arts und Bachelor of Divinity, ein theologischer Abschluss, ab. 1771 wurde er ordiniert. Er stimmte nicht mit der Church of England überein und trat zum Unitarismus über. In den nächsten zehn Jahren predigte er in Dundee und weiteren schottischen Städten. Er verfasste mehrere Traktate unter dem Pseudonym Anglo-Scotus und wurde unter dem Eindruck der Französischen Revolution und dem Amerikanischen Unabhängigkeitskrieg zu einem Verfechter liberaler Thesen. Er war ein Gegner der Monarchie und trat für eine Reform des Parlamentarismus ein. Dadurch geriet er in den Gegensatz zur Obrigkeit und wurde wegen Volksverhetzung für sieben Jahre in die Sträflingskolonie Australien deportiert.

## Sträflingskolonie Australien
Im April 1794 wurde er auf der Surprize, einem Schiff der Second Fleet, mit weiteren drei sogenannten Schottischen Märtyrern Thomas Muir of Huntershill, William Skirving und Maurice Margarot nach Port Jackson transportiert. Auf diesem Schiff wurden Palmer und Skirving bezichtigt, eine Meuterei vorbereitet zu haben. Zur Strafe wurden ihnen Annehmlichkeiten gestrichen, wie ein abgesonderer Raum für ihren Aufenthalt, ferner wurden sie fünf Monate lang bis zu ihrer Ankunft auf eine halbe Essensration gesetzt.
Der Aufenthalt in Sydney war für politische Häftlinge freier als für die sonstigen Sträflinge, die schwer arbeiten mussten. Als politischer Häftling konnte er sich ein Haus mit Land kaufen und wirtschaftlich eigenständig aktiv werden. Die Landwirtschaft war allerdings nicht effektiv. Palmer wurde der Partner von John Boston und James Ellis, zwei freie Siedler, die mit ihm auf der Surprize ankamen. Sie gründeten gemeinsam das Handelsunternehmen Boston & Co., eines der frühen Unternehmen Australiens, das Handel zwischen Australien und Norfolk Island betrieb, wie auch entlang der Bass-Straße. Sie brauten Bier, stellten Seife her und bauten das erste Handelsschiff, das in Australien auf Kiel gelegt wurde. Der Handel wurde vermutlich ohne Wissen und Erlaubnis von Gouverneur John Hunter betrieben. Palmer war eng mit George Bass befreundet, dem obersten Arzt der Kolonie und Entdeckungsreisenden.
Nach dem Ablauf seiner Strafe kauften er, Boston und Ellis das spanische Kriegsschiff El Plumier und legten im Januar 1801 in Sydney Richtung England ab. Sie hatten viele Probleme mit diesem desolaten Schiff und erreichten Guam im Januar 1802. Dort wurde festgestellt, dass das Schiff nicht mehr seegängig war. Palmer starb in Guam am 2. Juni 1802 an Cholera. Beerdigt wurde er auf einem Piratenfriedhof am Meeresstrand. Im Jahr 1804 wurde sein Leichnam von einem US-amerikanischen Kapitän exhumiert und in Boston beigesetzt.

## Nachwirken
Palmer schätzte die Methoden, die die englische Kolonialregierung anwandte nicht und kritisierte die Methoden von Gouverneur Hunter. Er beschrieb das Leben der Aborigines einfühlsam und hatte Verständnis für ihr Leben und Brauchtum. Er war in Australien einer der ersten Pioniere für den Handel, das Manufakturwesen und den Schiffsbau.
Palmer wird zu den fünf Schottischen Märtyrern gezählt. Das Political Martyrs Monument, ein 27 Meter hoher Obelisk aus Sandstein, der auf dem Old Calton Burial Ground auf dem Calton Hill in Edinburgh im August 1844 errichtet wurde, trägt gemeinsam mit den vier anderen Schottischen Märtyrern seinen Namen. Dies ist auch auf einem Mahnmal aus Metall in Huntershill Village und auch auf einem weiteren Mahnmal auf dem Nunhead Cemetery in Surrey der Fall.

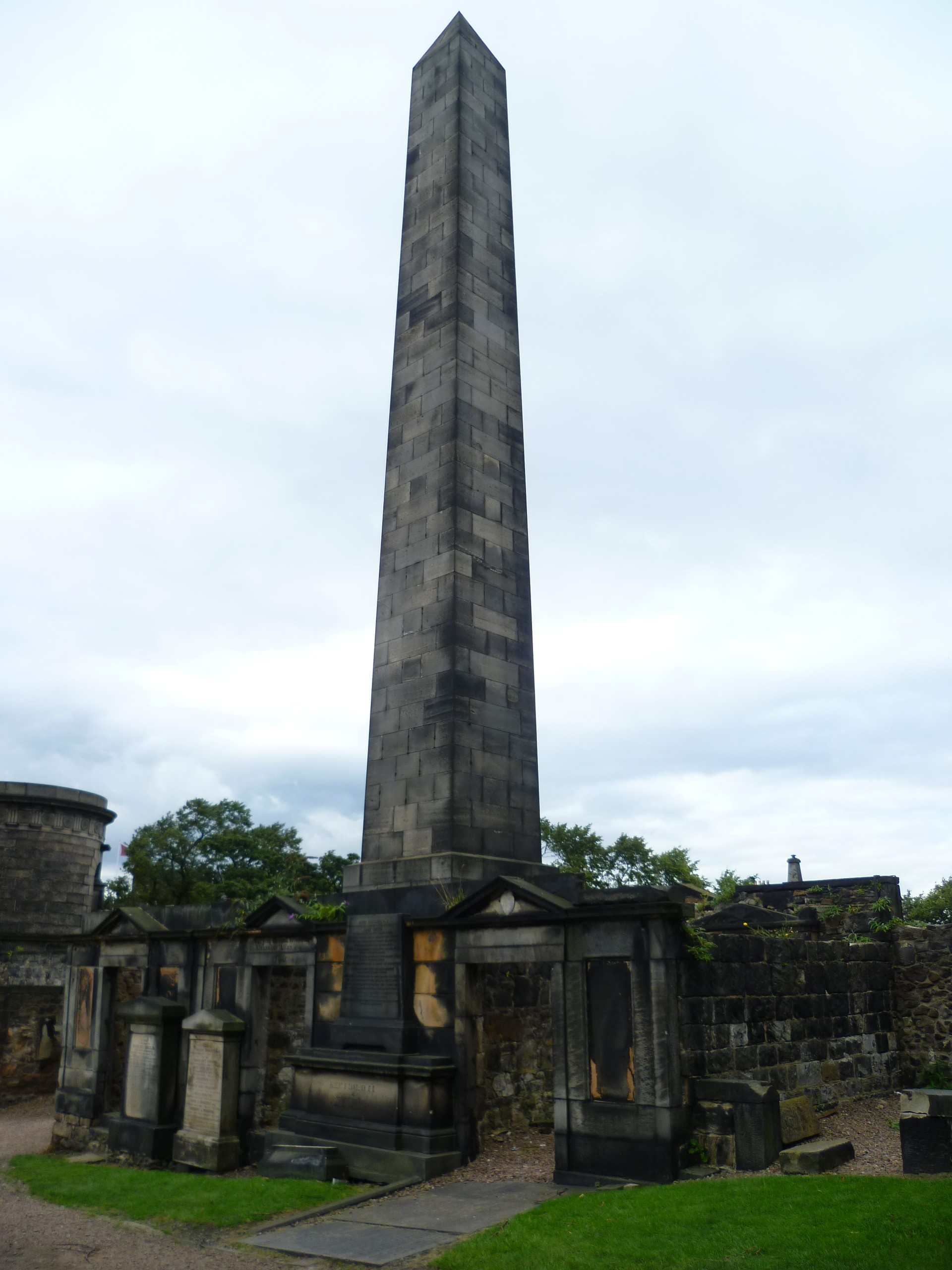
Sandstein-Obelisk in Edinburgh
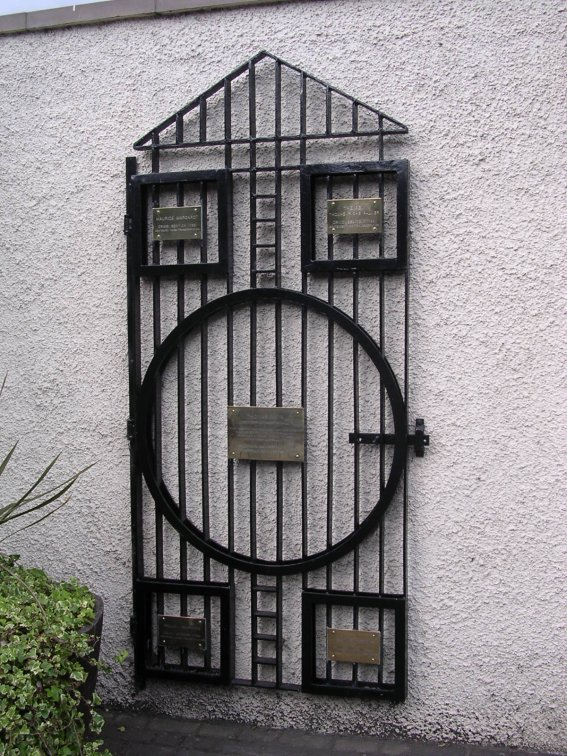
Mahnmal in Form eines Tores in Huntershill Village
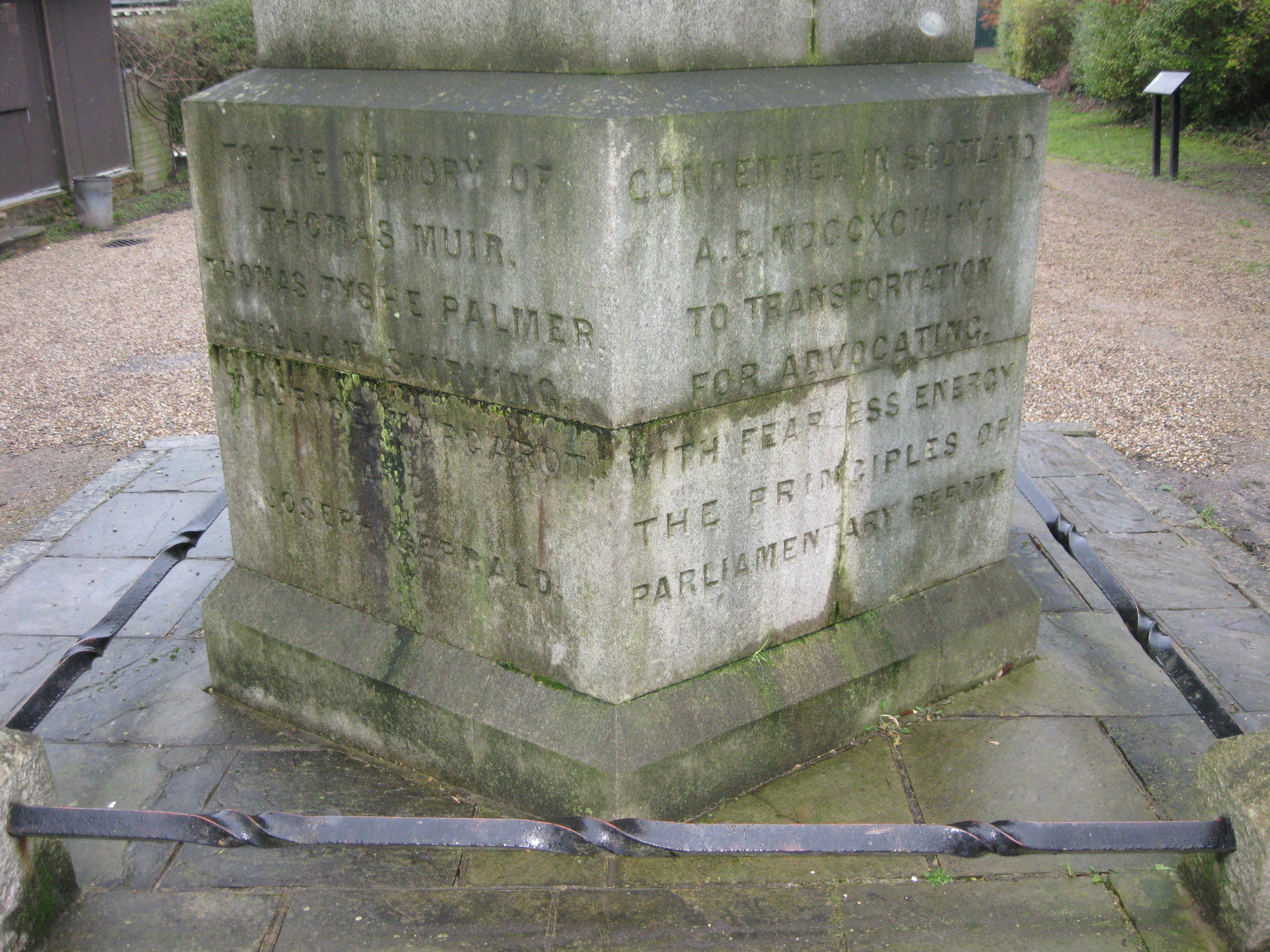
Name auf dem Mahnmal des Nunhead Cemetery